# Kaiyi Showjet
Cowin Showjet – samochód osobowy typu crossover klasy kompaktowej produkowany pod chińską marką Cowin w latach 2020–2022 i jako Kaiyi Showjet od 2022 roku.

## Historia i opis modelu

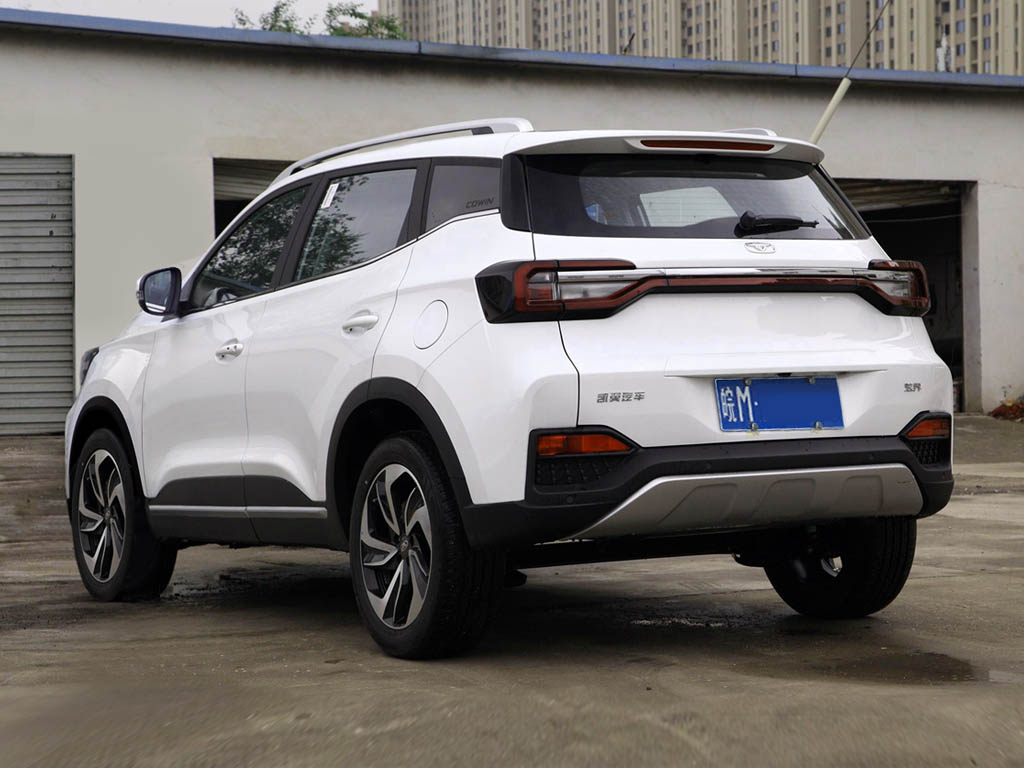
Cowin Showjet – tył

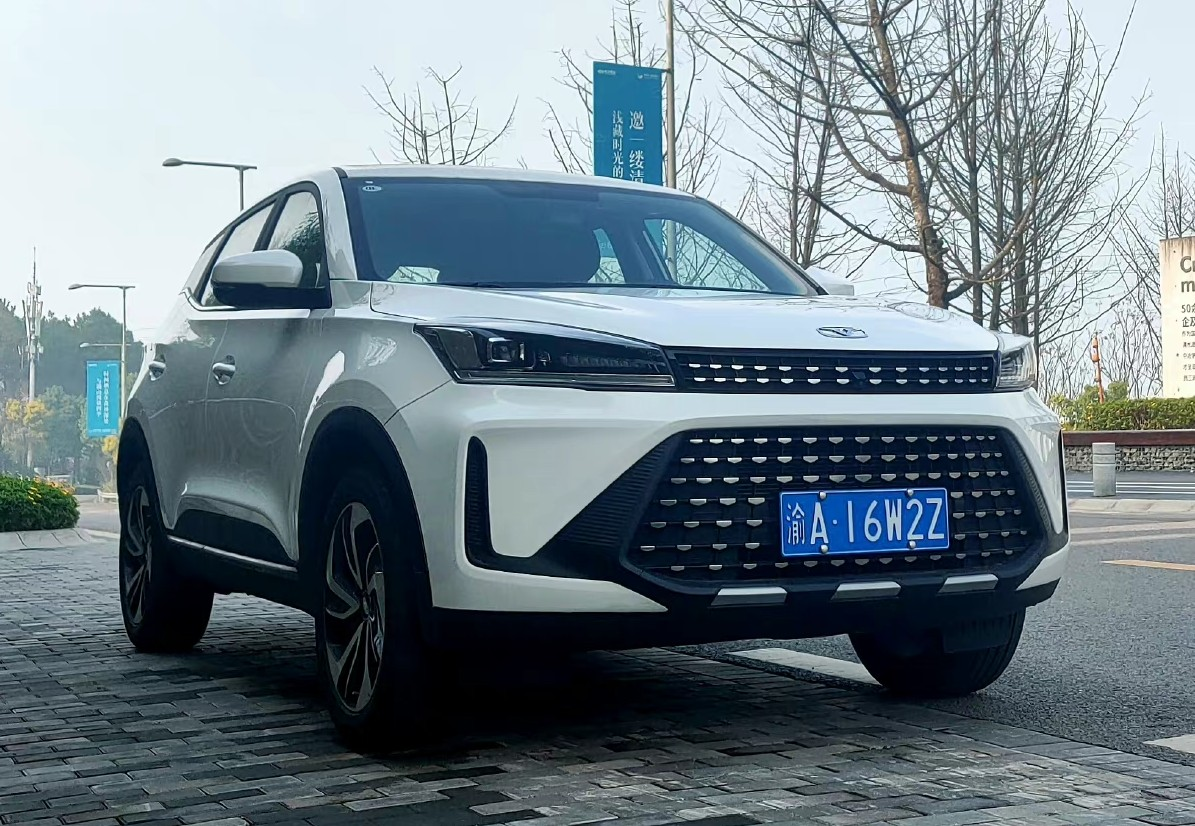
Cowin Showjet Pro

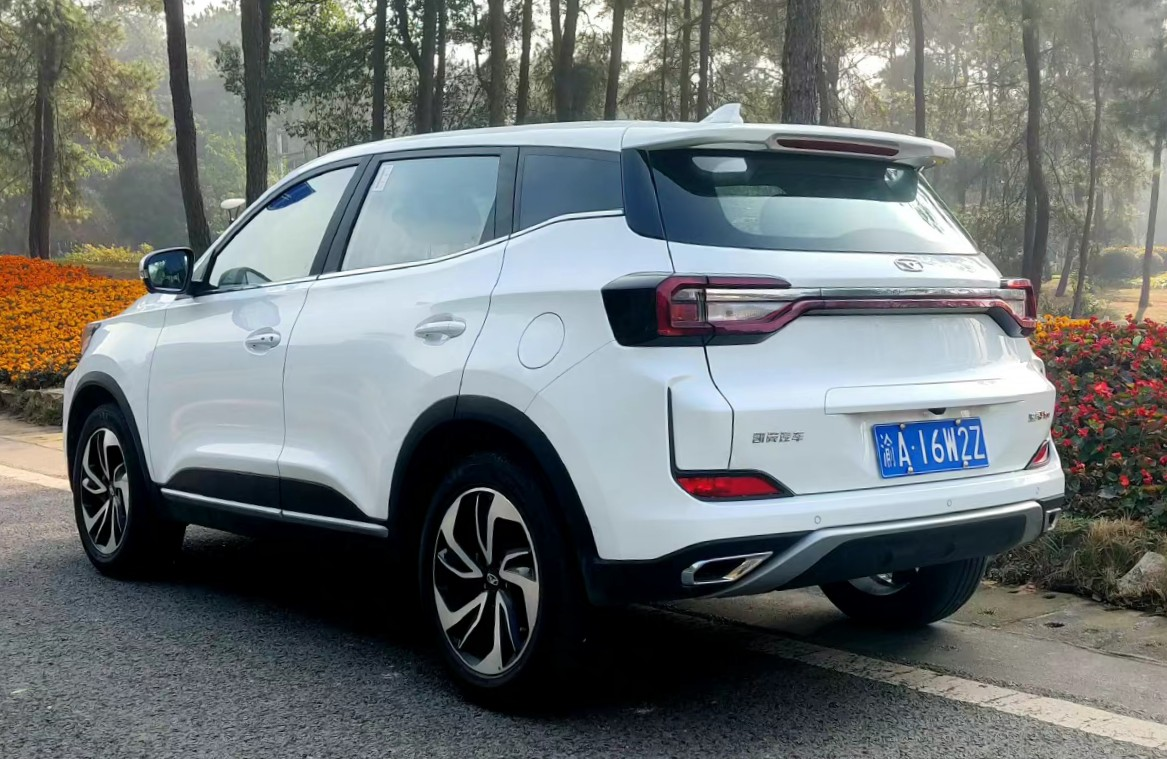
Cowin Showjet Pro – tył

W ostatnich dniach grudnia 2019 roku Cowin, budżetowa marka koncernu Chery, przedstawiła nowy model kompaktowego crossovera mającego na celu rozbudzić zastygły popyt na produkty tej filii. Samochód powstał jako bliźniaczy wariant wobec produkowanego od 2017 roku pojazdu macierzystego koncernu, Chery Tiggo 5x.
Pod kątem wizualnym Cowin Showjet został wyróżniony poprzez inny wygląd przedniej części nadwozia, zdominowanej przez duży wlot powietrza zintegrowany z agresywnie stylizowanymi reflektorami. Tylną część nadwozia połączył z kolei świetlisty pas wykonany w technologii LED, który połączył lampy.
Sprzedaż pojazdu w jednej odmianie silnikowej w postaci 1,5-litrowego silnika benzynowego o mocy 118 KM, rozpoczęła się na rynku chińskim pół roku po debiucie, w czerwcu 2020 roku.

### Showjet Pro
W marcu 2021 roku przedstawiona została topowa odmiana Cowin Showjet Pro z inną stylizacją pasa przedniego, który zdominował duży wlot powietrza w kształcie trapezu. Ponadto, wyposażenie pojazdu zostało wzbogacone o rozbudowane elementy i nowocześniejszy system multimedialny, z kolei ten sam czterocylindrowy silnik benzynowy o pojemności 1,5-litra zyskał większą moc 168 KM.
W połowie 2021 roku oferta modelu Showjet po restylizacji miała zostać poszerzona o wariant w pełni elektryczny o nazwie Cowin Showjet Pro EV. Pod kątem wizualnym zyskał on przeprojektowany pas przedni z zaślepkami w miejscu wlotów powietrza, a układ elektryczny utworzył silnik o mocy 163 KM. Samochód nie trafił jednak do produkcji.

### Lifting
W lutym 2024 roku droższa, nowocześniejsza odmiana Showjet Pro przeszła restylizację. Samochód zyskał przeprojektowany pas przedni z niżej umieszczonym wlotem powietrza, a także przemodelowanym zderzakiem i charakterystycznymi łezkami pod reflektorami. Ponadto przemodelowano kabinę pasażerską, stosując m.in. nowy ekran systemu multimedialnego.

### Silniki
- R4 1.5l 118 KM
- R4 1.5l 168 KM